# Andrey Prokunin
Andreï Viktorovitch Prokounine (en français, russe : Андрей Викторович Прокунин), est un biathlète russe, né le 7 mai 1978 à Moscou. 

## Biographie
En 1998, pour ses débuts internationaux, il est champion du monde junior du sprint. En fin d'année 1999, il fait ses débuts en Coupe du monde, puis marque ses premiers points rapidement à Osrblie, avec une quinzième place. Il obtient son premier podium en relais un an plus tard à Pokljuka. Il participe à deux éditions des Championnats du monde, en 2000 et 2001, obtenant son meilleur résultat sur le relais en 2001, quatrième.
Il réalise ses meilleures performances individuelles durant la saison 2007-2008, décrochant deux neuvièmes places à Oslo et Pyeongchang.
En 2009, il a été contrôlé positif à l'EPO a donc été suspendu deux ans par la Fédération russe.
Il ne prend part qu'aux Championnats du monde de biathlon d'été depuis son retour, remportant le titre du relais mixte en 2013 pour sa dernière compétition internationale.
Depuis devenu entraîneur, il est a été responsable de l'équipe sud-coréenne puis celle d'Ukraine féminine depuis 2018.

## Palmarès

### Championnats du monde
| Épreuve / Édition        | individuel | Sprint | Poursuite | Départ en masse | Relais |
| Mondiaux 2000 Oslo Lahti | -          | 29e    | 29e       | -               | -      |
| Mondiaux 2001 Pokljuka   | -          | 30e    | 39e       | -               | 4e     |

### Coupe du monde
- Meilleur classement général : 41e en 2008.
- Meilleure performance individuelle : 9e.
- 2 podiums en relais : 2 troisièmes places.

#### Classements annuels
| Année | Classement général final |
| 2000  | 46e                      |
| 2001  | 47e                      |
| 2005  | 81e                      |
| 2008  | 41e                      |

### Championnats du monde junior
- Champion du monde junior du sprint en 1998.
- médaillé de bronze de l'individuel la même année.

### Championnats du monde de biathlon d'été
- Médaille d'or du relais en 2000.
- Médaille d'or du relais mixte en 2013.

### Championnats de Russie
- Vainqueur de la super poursuite et de la mass start en 2008.